# Stixwould
 (mars 2023).
Stixwould est un village du Lincolnshire, en Angleterre.